# 26e régiment de dragons
Pour les articles homonymes, voir 26e régiment.
Le 26e régiment de dragons (ou 26e RD), est une unité de cavalerie de l'armée française, créé sous le Premier Empire à partir du 17e régiment de cavalerie, dont l'origine remonte au Régiment de Berry cavalerie, un régiment de cavalerie français d'Ancien Régime, créé en 1673. Elle est actuellement dissoute après avoir combattu pendant la Première Guerre mondiale et la guerre d'Algérie.

## Création et différentes dénominations
- 1689 : renommé régiment de Berry cavalerie
- 1er janvier 1791 : prend le nom de 17e régiment de cavalerie
- 24 septembre 1803 : transformé en 26e régiment de dragons
- 12 mai 1814 : Le régiment est distribué entre les quinze régiments conservés.
- Le no 26 devient vacant
- 1873 : création du 26e régiment de dragons
- 1923 : dissous
- 1956 : devient le 26e bataillon de dragons à pied
- 1957 : prend le nom de 26e régiment de dragons
- 1963 : dissous

## Chefs de corps
- 10 mars 1788 : Marie Joseph, comte de Gain de Montagnac,
- 25 juillet 1791 : Étienne Jean Lecantre,
- 25 janvier 1792 : Joseph François Régis Camille de Serre de Gras,
- 30 mars 1793 : Pierre de Prisye,
- 12 novembre 1793 : Antoine Joseph de Belcourt,
- 21 janvier 1800 : Pierre Delorme,
- 14 février 1807 : Vital Joachim Chamorin
- 19 avril 1811 : de Montélégier,
- 19 septembre 1813 : Pierre Louis Besnard,
- 28 mars 1887 : Charles Auguste Farny,
- 1896 - 1900 : Baron Marion (Raoul),
- 1921 - 1923 : Guillaume Marie François Roger Gonzague de Dampierre

## Étendard
Il porte, cousues en lettres d'or dans ses plis, les inscriptions suivantes, :
- Valmy 1792
- Austerlitz 1805
- Iéna 1806
- Eylau 1807
- Friedland 1807
- Alsace 1914
- Flandres 1918
- AFN 1952-1962

Cité une fois à l'ordre de l'armée et une fois à l'ordre du corps d'armée, le régiment est décoré de croix de guerre 1914-1918 avec une palme et une étoile d'argent.

## Historique des garnisons, combats et batailles

### Guerres de la Révolution et de l'Empire
- 18e régiment de cavalerie en 1791, puis

17e régiment de cavalerie

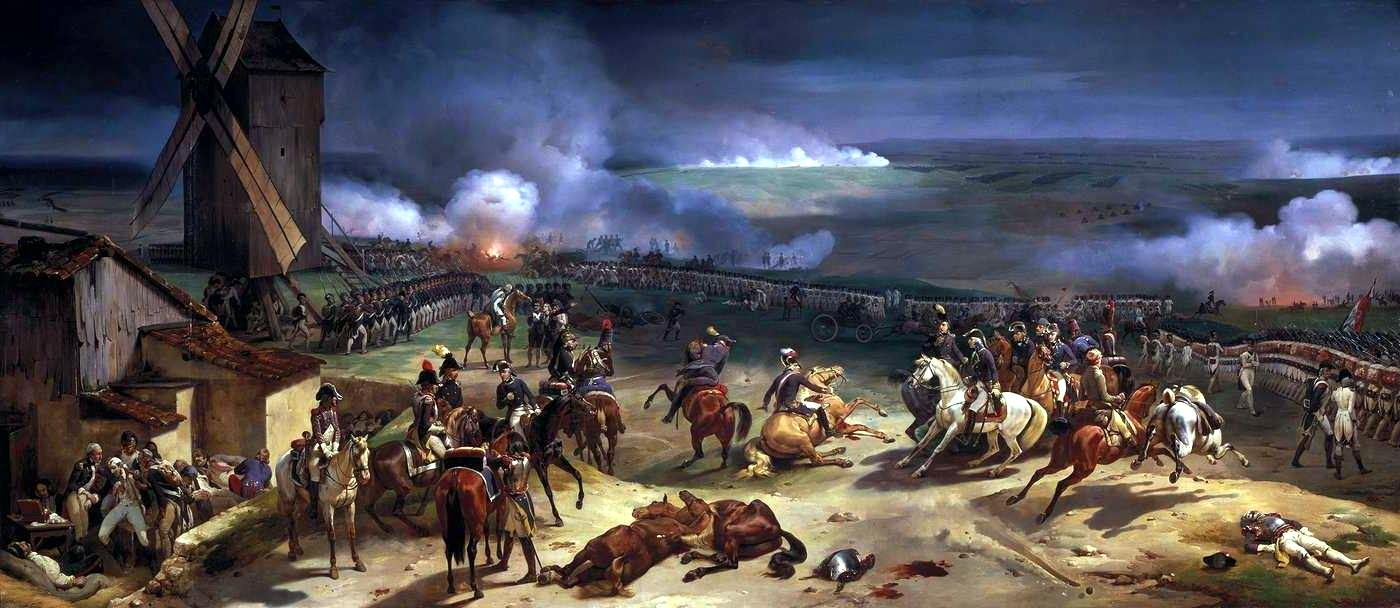
Bataille de Valmy (20 septembre 1792), par Jean-Baptiste Mauzaisse.

Le 17e régiment de cavalerie a fait les campagnes de 1792 et 1793 à l’armée des Ardennes.
En 1792 ; il envoie deux escadrons à l'Armée des Ardennes et un reste à Reims, le dépôt se situant à Castelnaudary.
Il se distingue à la bataille de Valmy, le 20 septembre 1792. 
Il est de l'Armée du Nord de 1793 à 1796. En 1794, le chef de brigade Prisye et 14 autres officiers et sous-officiers furent guillotinés pour avoir participé au putsch manqué de Charles François Dumouriez.
Il fait les campagnes des ans IV et V à l’armée de Sambre-et-Meuse ; an VI aux armées d’Allemagne et de Mayence ; an VII aux armées de Mayence, du Danube et du Rhin ; ans VIII et IX à l’armée du Rhin.
26e régiment de dragons

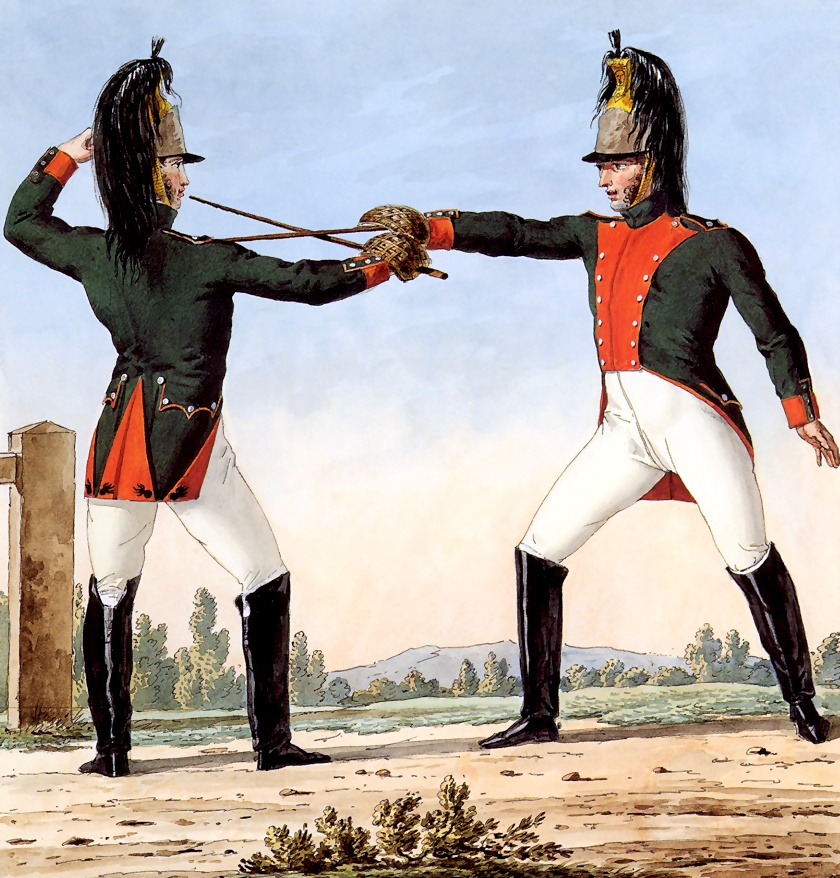
Uniforme du dans la Grande Armée de 1812.

- 1804 : il fait les campagnes de l’an XIV au corps de réserve de la Grande Armée et en mars, 300 hommes du 26e Dragons, stationnés à Sélestat, sous les ordres du général Ordener, passent en Allemagne, à Ettenheim (Bade), et procèdent à l'arrestation du duc d'Enghien.
- 1806 : au 7e corps de cavalerie il fait la Campagne de Prusse et de Pologne
  - 14 octobre : Bataille d'Iéna
- 1807 :
  - 8 février : Bataille d'Eylau
- 1808 à l’armée d’Espagne
- 1809 aux armées d’Espagne et d’Allemagne
- de 1810 à 1812 à l’armée d’Espagne
- 1813 : à l’armée d’Espagne et au 3e corps de cavalerie de la Grande Armée il fait la Campagne d'Allemagne
  - 16-19 octobre : Bataille de Leipzig
- 1814 : au 6e corps de cavalerie il fait la campagne de France,
  - 28 mars : Bataille de Claye et Combat de Villeparisis

Licencié en mai 1814, son 1er escadron est incorporé dans les 7e et 12e dragons à Ancenis ; le 2e dans les 12e et 17e à Saumur ; le 3e dans les 13e et 18e à Lyon, et le 4e dans les 2e et 4e à Moulins.

### De 1871 à 1914
Le régiment est recréé en 1873.

#### 1916

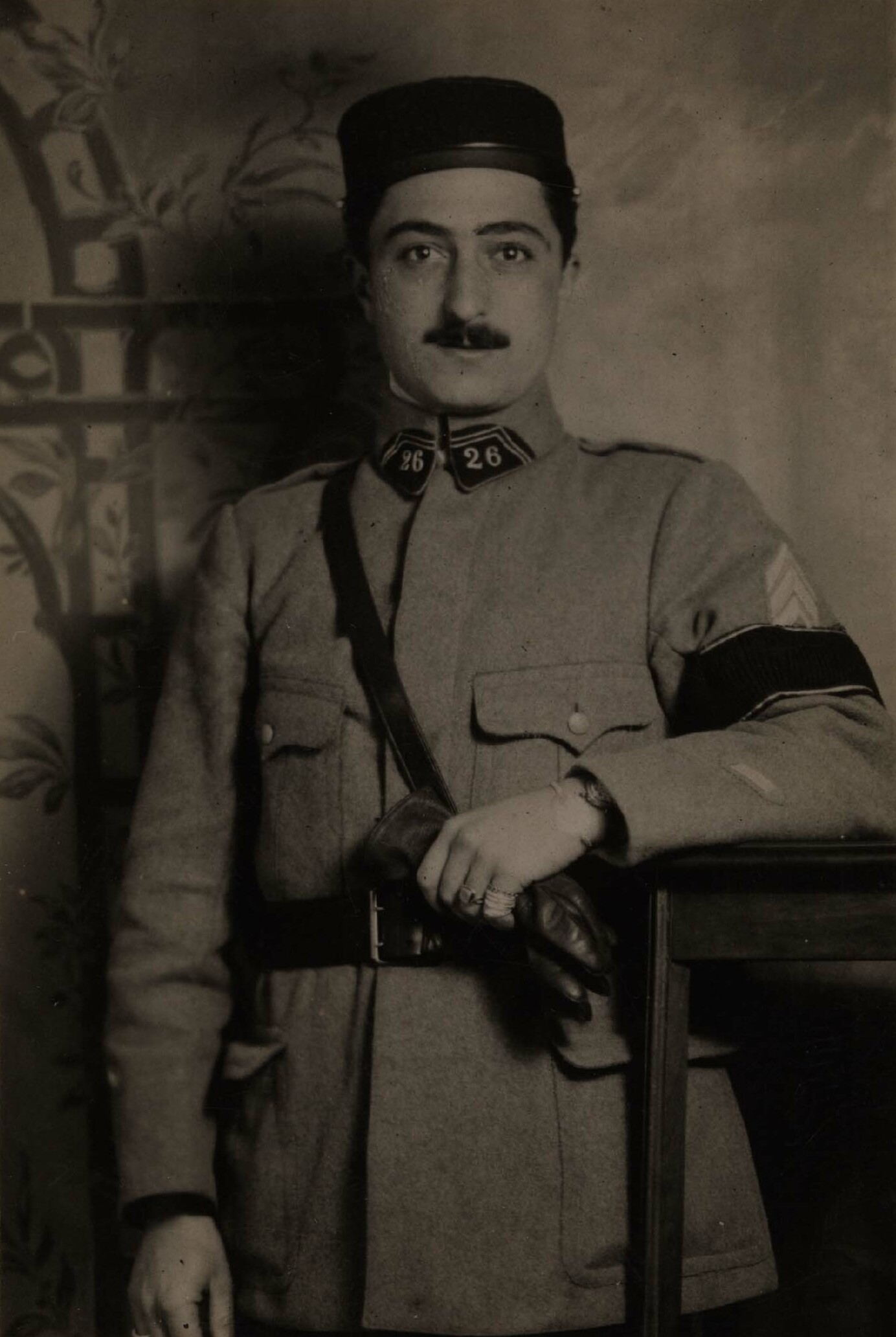
Portrait d'un maréchal des logis du en décembre 1916.

### Entre-deux-guerres
Il est dissous le 10 mars 1923

### Guerre d'Algérie
Le 26e dragons est recréé sous le nom de 26e bataillon de dragons à pied le 1er avril 1956 à Turenne près de Tlemcen, à partir du 46e bataillon de tirailleurs algériens et des compagnies rurales 202, 206 et 216, renforcés de cavaliers venus des forces françaises en Allemagne. Constitué de trois escadrons à pied, il gagne le Maroc dès le lendemain de sa formation. Il est renommé 26e régiment de dragons en 1957.
Revenu en Algérie le 1er janvier 1958, il prend position dans le Sahara algérien dans la région de Colomb-Béchar. Il est réorganisé en juillet avec quatre escadrons à pied (dits « type 107 ») et un escadron de commandement d'appui et des services. À partir de décembre 1959, le régiment expérimente la méthode de « recherche systématique de traces », en patrouillant avec des pisteurs aptes à détecter les moindres traces de passage.
Le régiment reçoit en mars 1960 de quoi motoriser tous ses escadrons et en octobre 1960 deux de ses escadrons « type 107 » sont renommés « portés »,. En septembre 1961, le régiment transforme un de ses deux escadrons « type 107 » en escadron d'automitrailleuses M8 Greyhound,,.
En septembre 1962, le régiment est réorganisé avec trois escadrons d'automitrailleuses M8. Au cessez-le-feu du 19 mars 1962 en Algérie, le 26e régiment de dragons crée, comme 91 autres régiments, une des 114 unités de la Force locale (accords d'Évian du 18 mars 1962). Le 26e RD forme une unité de la Force locale de l'ordre algérienne, la 471e UFL-UFO composé de 10 % de militaires métropolitains et de 90 % de militaires musulmans, qui, pendant la période transitoire devait être au service de l'exécutif provisoire Algérien, jusqu'à l'indépendance de l'Algérie[réf. souhaitée]. Elle passe sous la responsabilité du 27e dragons le 1er juin.
En janvier 1963, le commandement supérieur du Sahara prend le nom de 26e division, dont le 26e RD devient l'unité blindée. Il reste au Sahara, assurant notamment la protection du centre interarmées d'essais d'engins spéciaux. Le 30 septembre 1963, le régiment rentre en France où il est dissous.

## Personnages célèbres ayant servi au26erégimentde dragons
- Antoine Baron (1772-1855), colonel français,
- Didier Le Cour Grandmaison (1889-1917), as français de la Première Guerre mondiale,

- Jacques Vial (1774-1852), général français.